# Johan Ankerstjerne

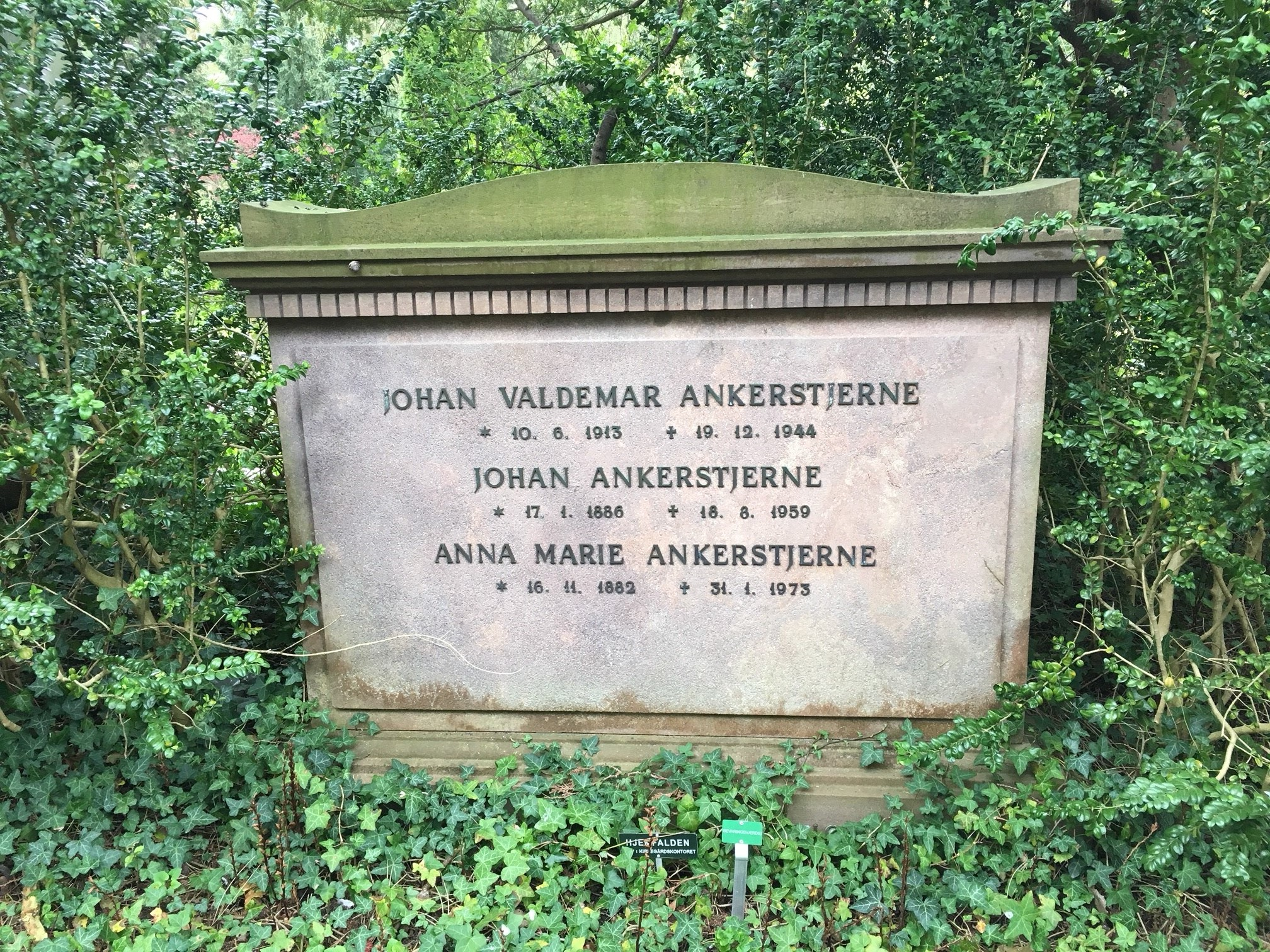

Johan Ankerstjerne (ur. 17 stycznia 1886 w Randers, zm. 18 sierpnia 1959) – duński operator filmowy, najlepszy operator w początkach kina duńskiego.
Zanim zajął się filmem pracował jako zegarmistrz. Karierę w przemyśle filmowym zaczął w 1911 od pracy dla wytwórni Nordisk. Oprócz niego pracował tam tylko jeden operator – Axel Graatkjaer. Ankerstjerne współpracował najpierw z Eduardem Schnedler-Sorensenem, a następnie ze uznanym reżyserem August Bloom, z którym pracował m.in. przy filmie Atlantis. W 1915 r. porzucił Nordisk i zaczął współpracę z Benjaminem Christensenem, z którym stworzył film Czarownica. Trudne, wymagające technicznie i charakteryzujące się dużymi walorami estetycznymi, zdjęcia do tego filmu przyniosły Ankerstejerne'owi duże uznanie. Filmowiec ponownie wrócił do Nordisk, gdzie pracował przez następne 10 lat w laboratorium. Po tym okresie założył własne laboratorium.